# نورثليك (تكساس)
نورثليك (بالإنجليزية: Northlake, Texas)‏ هي بلدة أمريكية تقع في الولايات المتحدة في مقاطعة دينتون. يقدر عدد سكانها بـ 1,724 نسمة ومساحتها 44.0 كم2 وترتفع عن سطح البحر 210 متر.

## التركيبة السكانية
حدّد مكتب تعداد الولايات المتحدة بيانات التركيبة السكانية لنورثليك في تعداد الولايات المتحدة. في ما يلي، التركيبة السكانية حسب تعدادي 2000 و2010.

### تعداد عام 2000
بلغ عدد سكان نورثليك 921 نسمة بحسب تعداد عام 2000، وبلغ عدد الأسر 314 أسرة وعدد العائلات 248 عائلة مقيمة في البلدة. في حين سجلت الكثافة السكانية 20 نسمة لكل كيلومتر مربع (51.8/ميل2). وبلغ عدد الوحدات السكنية 366 وحدة بمتوسط كثافة قدره 8 لكل كيلومتر مربع (20.7/ميل2).
وتوزع التركيب العرقي للبلدة بنسبة 89.90% من البيض و0.76% من الأمريكيين الأفارقة و1.19% من الأمريكيين الأصليين و0.11% من الأمريكيين ذوي الأصول الآسيوية و7.17% من الأعراق الأخرى و0.87% من عرقين مختلطين أو أكثر و10.86% من الهسبانيون أو اللاتينيون من أي عرق.
بلغ عدد الأسر 314 أسرة كانت نسبة 50% منها لديها أطفال تحت سن الثامنة عشر تعيش معهم، وبلغت نسبة الأزواج القاطنين مع بعضهم البعض 59.2% من أصل المجموع الكلي للأسر، ونسبة 12.7% من الأسر كان لديها معيلات من الإناث دون وجود شريك، بينما كانت نسبة 7% من الأسر لديها معيلون من الذكور دون وجود شريكة وكانت نسبة 21% من غير العائلات. تألفت نسبة 15.6% من أصل جميع الأسر من عدة أفراد يعيشون في نفس المنزل ونسبة 2.5% كانت تتألف من شخص يعيش بمفرده يبلغ من العمر 65 عاماً أو أكثر. وبلغ متوسط حجم الأسرة المعيشية 2.93، أما متوسط حجم العائلات فبلغ 3.23.
بلغ العمر الوسطي للسكان 30.4 عاماً. وكانت نسبة 32.9% من القاطنين تحت سن الثامنة عشر، وكانت نسبة 8.3% بين الثامنة عشر والرابعة والعشرين عاماً، ونسبة 35.1% كانت واقعةً في الفئة العمرية ما بين الخامسة والعشرين والرابعة والأربعين عاماً، ونسبة 19.5% كانت ما بين الخامسة والأربعين والرابعة والستين، ونسبة 4.2% كانت ضمن فئة الخامسة والستين عاماً فما فوق. يوجد لكل 100 أنثى 101.1 ذكر، ويوجد لكل 100 أنثى في الثامنة عشر من عمرها فما فوق 104.0 ذكر.
بلغ متوسط دخل الأسرة في البلدة 40,000 دولارًا، أما متوسط دخل العائلة فبلغ 40,313 دولارًا. وكان متوسط دخل الذكور 31,250 دولارًا مقابل 25,000 دولارًا للإناث. وسجل دخل الفرد الخاص بالبلدة 18,517 دولارًا. وكانت نسبة 8.5% من العائلات ونسبة 8.9% من السكان تحت خط الفقر، وكان من هؤلاء نسبة 7.7% تحت سن الثامنة عشر ونسبة 42% في الخامسة والستين من العمر وما فوق.

### تعداد عام 2010
بلغ عدد سكان نورثليك 1,724 نسمة بحسب تعداد عام 2010، وبلغ عدد الأسر 756 أسرة وعدد العائلات 437 عائلة مقيمة في البلدة. في حين سجلت الكثافة السكانية 37.5 نسمة لكل كيلومتر مربع (97.1/ميل2). وبلغ عدد الوحدات السكنية 989 وحدة بمتوسط كثافة قدره 21.5 لكل كيلومتر مربع (55.7/ميل2).
وتوزع التركيب العرقي للبلدة بنسبة 84.51% من البيض و4.87% من الأمريكيين الأفارقة و1.22% من الأمريكيين الأصليين و2.09% من الأمريكيين ذوي الأصول الآسيوية و0.17% من سكان جزر المحيط الهادئ و4.87% من الأعراق الأخرى و2.26% من عرقين مختلطين أو أكثر و11.66% من الهسبانيون أو اللاتينيون من أي عرق.
بلغ عدد الأسر 756 أسرة كانت نسبة 32.3% منها لديها أطفال تحت سن الثامنة عشر تعيش معهم، وبلغت نسبة الأزواج القاطنين مع بعضهم البعض 44.8% من أصل المجموع الكلي للأسر، ونسبة 10.2% من الأسر كان لديها معيلات من الإناث دون وجود شريك، بينما كانت نسبة 2.8% من الأسر لديها معيلون من الذكور دون وجود شريكة وكانت نسبة 42.2% من غير العائلات. تألفت نسبة 33.1% من أصل جميع الأسر من عدة أفراد يعيشون في نفس المنزل ونسبة 2.6% كانت تتألف من شخص يعيش بمفرده يبلغ من العمر 65 عاماً أو أكثر. وبلغ متوسط حجم الأسرة المعيشية 2.28، أما متوسط حجم العائلات فبلغ 2.97.
بلغ العمر الوسطي للسكان 31.6 عاماً. وكانت نسبة 24.5% من القاطنين تحت سن الثامنة عشر، وكانت نسبة 12.1% بين الثامنة عشر والرابعة والعشرين عاماً، ونسبة 35.4% كانت واقعةً في الفئة العمرية ما بين الخامسة والعشرين والرابعة والأربعين عاماً، ونسبة 23.2% كانت ما بين الخامسة والأربعين والرابعة والستين، ونسبة 4.7% كانت ضمن فئة الخامسة والستين عاماً فما فوق. وتوزع التركيب الجنسي للسكان بنسبة 49.9% ذكور و50.1% إناث.